# Позняков, Валерий Александрович
Вале́рий Алекса́ндрович Позняко́в (21 апреля 1941 года, деревня Узулишки, Латвийская ССР — 16 мая 2010 года, Санкт-Петербург) — бригадир комплексной бригады строительного управления здания ГЭС Красноярскгэсстроя Министерства энергетики и электрификации СССР, Красноярский край. Герой Социалистического Труда (1979).

## Биография
Родился в 1941 года в крестьянской семье в селе Узулишки, Латвия. Русский. С 1958 года трудился в леспромхозе. Проходил срочную службу в Советской Армии. После армии по комсомольской путёвке отправился на строительство Красноярской ГЭС в Дивногорске. Трудился плотником-бетонщиком, звеньевым комсомольско-молодёжного звена, бригадиром гидростроителей. С 1970 года вместе со своей бригадой трудился на строительстве Нурекской ГЭС в Таджикистане, с 1973 года — на строительстве Саяно-Шушенской ГЭС. Руководил комплексной бригадой плотников-бетонщиков. В мае 1975 году его бригада стала инициатором социалистического соревнования за почётное право поднять вымпел «Слава труду!» и 11 октября этого же года заняла первое место в соревновании.
Бригада Валерия Познякова была признана лучшей комсомольско-молодёжной бригадой среди трудовых коллективов Министерства энергетики и электрификации СССР. Получила именное звание «гагаринская» в честь космонавта Юрия Гагарина, который стал её почётным членом.
Указом Президиума Верховного Совета СССР от 16 октября 1979 года удостоен звания Героя Социалистического Труда «за выдающиеся успехи, достигнутые при строительстве Саяно-Шушенской ГЭС» с вручением ордена Ленина и золотой медали Серп и Молот.
С 1989 года трудился на строительстве защитных дамб от подтопления Ленинграда в строительно-монтажном тресте «Ленинградстрой».
После выхода на пенсию проживал в Санкт-Петербурге.
Умер в мае 2010 года. Похоронен на Горском кладбище.
Память
В сентябре 2016 года в посёлке Черёмушки Саяногорска на доме № 2 была установлена мемориальная таблица в память о Герое Социалистического Труда.
Награды и звания
- Герой Социалистического Труда
- Орден Ленина
- Орден Трудового Красного Знамени (01.06.1973)